# Rade Bogdanović
Pour les articles homonymes, voir Bogdanović.
Rade Bogdanović, né le 21 mai 1970 à Sarajevo (Yougoslavie auj. en Bosnie-Herzégovine), est un footballeur international serbe qui évoluait au poste d'attaquant.
Bogdanović a marqué deux buts lors de ses trois sélections avec l'équipe de RF Yougoslavie.

## Carrière
- 1988-1992 : FK Željezničar Sarajevo
- 1992-1996 : Pohang Atoms
- 1997 : JEF United Ichihara Chiba
- 1997 : Atlético de Madrid
- 1997-1998 : NAC Breda
- 1998-2002 : Werder Brême
- 2002-2003 : Arminia Bielefeld
- 2003-2004 : Al-Wahda Club

## Palmarès

### En équipe nationale
- 3 sélections et 2 buts avec l'équipe de RF Yougoslavie depuis 1997.

### Avec Pohang Steelers
- Vainqueur de la Coupe de Corée du Sud de football en 1996.
- Vainqueur de l'Adidas Cup en 1993.

### Avec Werder Brême
- Vainqueur de la Coupe d'Allemagne en 1999.